# مسجد حسن البلقية
مسجد حسن البلقية تقع المسجد على بعد حوالي كيلومتر واحد من بيكان توتونج في بروناي .

## البناء
تم البدء في بناء مسجد حسن البلقية في السابع عشر من شهر أبريل من عام 1965، على موقع أرض مساحتها 2.2357 دونم، وتم الانتهاء من البناء في منتصف عام 1966، مع نفقات فدرة بمبلغ 700،000.00 دولار، وقد تبرعت بموقع بناء المسجد من قبل اثنين من ال عبيد الله، والذين ينتميان إلى أوانغ عبد اللطيف بن خطاف والمملوكة جزئيا لأوانغ محمد داود بن احدة .

## الافتتاح
افتتح مسجد حسن البلقية رسميا من قبل صاحب السمو الملكي الأمير حسن البلقية ولي العهد في بروناي دار السلام، وذلك يوم الجمعة التاسع من شهر جمادى الأولى من عام 1386 هـ الموافق السادس والعشرين من شهر أغسطس من عام 1966 .

## استيعاب المسجد
تبلغ قدرة المسجد الاستيعابية حوالي 1،000 مصلي في وقت واحد، ومن بين التسهيلات المتاحة في المسجد وجود قاعة متعددة الأغراض.